# Trem da Alegria (álbum de 1986)
Trem da Alegria é o segundo álbum de estúdio do grupo musical infantil Trem da Alegria, lançado em 1986 pela gravadora RCA Victor (atual Sony Music Brasil). O lançamento foi um marco importante para o grupo, tanto pela nova configuração quanto pela sua recepção. Nesse período, a formação do grupo foi alterada, tornando-se um quarteto composto por Patricia, Juninho Bill e Luciano e uma nova integrante chamada Vanessa, que se juntou à banda naquele ano.
A divulgação do álbum foi acompanhada por uma extensa turnê, que contou com 63 shows e atraiu mais de 400 mil pessoas, consolidando a popularidade do grupo entre o público infantil e familiar. Cinco canções foram selecionadas como música de trabalho para a promoção do álbum. As faixas "He-Man", "Fera Neném", "Tic-Tac do Amor", "Zeppelin" e "Na Casca do Ovo" tornaram-se sucessos, garantindo a presença do grupo na mídia e no mercado fonográfico.
Em termos de vendas, o álbum alcançou sucesso comercial, superando a marca de 1,2 milhão de cópias vendidas. 

## Antecedentes
Em 1985, o grupo Trem da Alegria lançou o seu primeiro álbum de estúdio, intitulado Trem da Alegria do Clube da Criança, lançado em pela RCA Victor. Até então, o grupo era formado por Patricia, Juninho Bill e Luciano, e surgiu após destaque em projetos anteriores como 1.º Festival Internacional da Criança, de 1983 e no disco Clube da Criança, de 1984.
O trabalho foi produzido por Guti e trouxe singles de sucesso, tais como "Uni, Duni, Tê" e "Dona Felicidade", que ajudaram a promover o álbum, que vendeu mais de 400 mil cópias, garantindo discos de ouro e platina ao grupo.
Para aproveitar o sucesso, a gravadora começou os trabalhos de gravação do segundo álbum de estúdio, e uma nova integrante faria parte do projeto, a integrante Vanessa.

## Produção e lançamento
Assim como o álbum anterior, este lançamento contou com a participação de artistas convidados. Entre os nomes presentes estavam Evandro Mesquita, da banda Blitz, o grupo Roupa Nova, a apresentadora Xuxa e o cantor Joe. Além disso, o disco incluiu uma versão instrumental da faixa "He-Man", que foi inserida como a última música do lado B. 
Com o crescente sucesso do Trem da Alegria, o supermercado Sendas aproveitou o momento e lançou um compacto duplo intitulado O Mundo Cor-De-Rosa Da Criança (Volume 2), contendo duas faixas do álbum: "He-Man" e "A Boneca e o Soldadinho". O compacto apresentava as canções em suas versões originais no Lado A , e em versões instrumentais no lado B, ampliando ainda mais a divulgação do trabalho.

## Lançamento e divulgação
A promoção do álbum foi intensificada com a produção de dois videoclipes exibidos no Fantástico, da TV Globo: "He-Man" e "Fera Neném" A divulgação foi acompanhada por uma extensa turnê, que contou com 63 shows realizados em diversas regiões do Brasil. Essa série de apresentações atraiu mais de 400 mil pessoas, consolidando a popularidade do grupo entre o público infantil e familiar.

## Singles
"He-Man" foi escolhida como o primeiro single. trata-se de uma homenagem a personagem do desenho animado He-Man e os Defensores do Universo. O personagem que dá nome ao título é um super-herói de uma tribo chamada Etérnia que combate o mal, representado pela personagem Esqueleto. A canção foi composta por Michael Sullivan e Paulo Massadas, e tornou-se um sucesso comercial, com mais de 400 execuções nas rádios brasileiras no dia do seu lançamento, além de ter figurado entre as cinco canções mais tocadas em diversas rádios do país.
"Na Casca do Ovo" foi escolhida como a segunda canção de trabalho, a canção utiliza-se de uma parlenda conhecida do folclore brasileiro ("enganou o bobo na casca do ovo") e também foi composta por Sullivan e Massadas.
"Fera Neném" é o terceiro single. Na letra da música Juninho Bill afirma querer ser presidente do Brasil. Um videoclipe dirigido por Paulo Trevisan foi feito para o programa de televisão Fantástico, da TV Globo. A faixa foi bem recebida por críticos de música, e comercialmente, tornou-se um sucesso.
O quarto single, "Zeppelin", traz um dueto entre a integrante Patricia Marx e Serginho Herval do grupo Roupa Nova. Já "Tic-Tac do Amor" serviu como quinta e última música de trabalho, e traz a participação especial de Joe Euthanázia nos vocais, cantor que era figura frequente da cena new-wave.

## Recepção crítica
| Críticas profissionais | Críticas profissionais |
| Avaliações da crítica  | Avaliações da crítica  |
| Fonte                  | Avaliação              |
| ---------------------- | ---------------------- |
| Diário do Pará         | Favorável              |
| Revista Forum          | Favorável              |

A recepção dos críticos especializados em música foi favorável. 
Edgar Augusto, do jornal Diário do Pará, destacou que o disco, produzido por Lincoln Olivetti, adota uma sonoridade massificada e modista. Ele observou que o álbum inclui uma variedade de estilos, desde valsa e cantigas de roda até reggae e rock, com destaque para faixas como "He Man" e "Fera Neném". Embora Augusto tenha considerado as letras e melodias interessantes, ele criticou a influência de estilos estrangeiros, apontando que isso pode afetar a percepção futura das crianças sobre a música brasileira.
Ivisson Cardoso, da Revista Forum, afirmou que o álbum foi um marco na música infantil brasileira. Ressaltou a habilidade do grupo em capturar a atenção do público jovem apresentando uma inovação sonora e elogiando a mudança para uma sonoridade mais pop-eletrônica. Destacou as canções "Tic-Tac do Amor" por sua mensagem positiva e "A Boneca e o Soldadinho" que, segundo ele, aborda temas universais como a superação do abandono e a busca por autoestima, utilizando uma narrativa que ressoa tanto com o público infantil quanto com o adulto.

## Desempenho comercial
Em 4 de maio de 1986, estreou na lista de LPs mais vendidos do Jornal do Brasil na quinta posição. Semanas depois, atingiu o topo da lista, tornando-se o único do grupo a alcançar tal posição.
As vendas atingiram 250 mil cópias em apenas dois meses. Na estreia do Xou da Xuxa, em 30 de Junho de 1986, eles receberam o disco de platina pela vendagem superior a 380 mil cópias. Receberam disco quádruplo de platina no final de 1986. Segundo a hoje extinta revista Manchete, as vendas atingiram 1,2 milhões de cópias até 1992.

## Lista de faixas
- Créditos adaptados do encarte do álbum Trem da Alegria, de 1986.[30]

Lado A
| N.º | Título              | Compositor(es)                      | Participação     | Duração |  |
| 1.  | "He-Man"            | Michael Sullivan Paulo Massadas     |                  | 3:22    |  |
| 2.  | "Fera Neném"        | Vinícius Cantuária Evandro Mesquita | Evandro Mesquita | 3:44    |  |
| 3.  | "Zeppelin"          | Michael Sullivan Paulo Massadas     | Roupa Nova       | 3:08    |  |
| 4.  | "A Patinha Da Vovó" | Carlos Colla                        | Xuxa             | 3:06    |  |
| 5.  | "Alfabeto"          | Ed Wilson Carlos Colla              |                  | 3:24    |  |
| 6.  | "Um Metro e Vinte"  | Carlos Fernando Tony Silva          |                  | 3:41    |  |
| 7.  | "Puxa O Rabo Dele"  | Ed Wilson Gilson Carlos Colla       |                  | 3:44    |  |

Lado B
| N.º | Título                    | Compositor(es)                                 | Participação             | Duração |  |
| 1.  | "Na Casca do Ovo"         | Michael Sullivan Paulo Massadas                | Xuxa, Sylvinho Blau-Blau | 3:15    |  |
| 2.  | "Tic-Tac do Amor"         | Michael Sullivan Paulo Massadas                | Joe                      | 3:36    |  |
| 3.  | "Papagaio Zé Brasil"      | Cláudio Roberto Mário Antônio Juninho Ferreira |                          | 3:12    |  |
| 4.  | "Tartaruga"               | César Rossini Paulo Flexa                      |                          | 3:24    |  |
| 5.  | "Ling Li Ling"            | Carlos Fernando Tony Silva                     |                          | 3:30    |  |
| 6.  | "A Boneca E O Soldadinho" | Cláudio Roberto Mário Antônio                  |                          | 4:14    |  |
| 7.  | "He-Man" (Karaokê)        | Michael Sullivan Paulo Massadas                |                          | 3:16    |  |

## Tabelas
| Tabela musical (1986) | Melhor posição |
| --------------------- | -------------- |
| Brasil (Nopem)        | 1              |

| Tabela musical (1986) | Posição |
| --------------------- | ------- |
| Brasil (Nopem)        | 24      |

## Certificações e vendas
| Região | Certificação | Vendas estimadas |
| ------ | ------------ | ---------------- |
| Brasil | 4× Platina   | 1,200,000        |

## Referencias
1. ↑  (1986) Compacto He-man [LP]. Créditos do álbum  
 por Trem da Alegria. Brasil: RCA Victor (990.0070).
2. ↑  (1986) Compacto Fera Neném [LP]. Créditos do álbum  
 por Trem da Alegria. Brasil: RCA Victor (990.0083).
3. ↑  (1986) Compacto Zeppelin [LP]. Créditos do álbum  
 por Trem da Alegria. Brasil: RCA Victor (990.0097).
4. 1 2 3  «Hino do Herói: Trem da Alegria canta as peripécias de He-man». Revista Veja. 26 de Março de 1986. Consultado em 26 de Fevereiro de 2013. Cópia arquivada em 9 de maio de 2020
5. 1 2  Lima, Irlam Rocha (4 de julho de 1987). «Baixinhos do Trem agitam ginásio». Correio Braziliense. Brasília. p. 21
6. ↑  «Aos 43 anos, Juninho Bill faz vaquinha online para gravar o primeiro álbum solo». Folha de S.Paulo. 21 de novembro de 2020. Cópia arquivada em 21 de novembro de 2020
7. ↑  «Trem da Alegria anuncia retorno com formação original». GaúchaZH. 5 de fevereiro de 2019. Consultado em 29 de abril de 2020. Cópia arquivada em 29 de abril de 2020
8. ↑  Renata Sakai (19 de julho de 2009). «Por onde anda a dupla Luan e Vanessa?». EGO. Consultado em 26 de Fevereiro de 2013
9. 1 2 3 4  «A festa do Trem da Alegria no Circus». Correio Braziliense. Brasília. 21 de setembro de 1986. Consultado em 4 de abril de 2020
10. ↑  (1986) Créditos do álbum O Mundo Cor-De-Rosa Da Criança - Volume 2 por Trem da Alegria [LP]. Brasil: RCA Victor (802.142).
11. ↑  Lembra deles? Confira os sucessos que marcaram a infância de uma geração. Jovem Pan FM. Brasil. 1986. Consultado em 29 de maio de 2021. Cópia arquivada em 9 de agosto de 2020
12. ↑  Trem da Alegria (1986). Fera Neném. Brasil: RCA Ariola. Consultado em 29 de maio de 2021
13. ↑  (1986) Compacto He-man [LP]. Créditos do álbum  
 por Trem da Alegria. Brasil: RCA Victor (990.0070).
14. ↑  «O alegre trem do sucesso». Jornal do Brasil. Jornal do Brasil. 13 de abril de 1986. Consultado em 4 de abril de 2020
15. ↑  «As mais pedidas da semana (105 FM)». Correio Braziliense. Brasília. 11 de maio de 1986. Consultado em 4 de abril de 2020
16. ↑  «As preferidas do Programa do Meira». Correio Braziliense. Brasília. 26 de maio de 1986. Consultado em 4 de abril de 2020
17. ↑  Nunes, Augusto (11 de janeiro de 2016). «Deonísio da Silva: Enganei o bobo na casca do ovo». Veja. Consultado em 11 de janeiro de 2016. Cópia arquivada em 2 de maio de 2020
18. ↑  Duffles, Barbara (13 de março de 2011). «Por onde anda Juninho Bill do Trem da Alegria». Ego. Consultado em 16 de março de 2014. Cópia arquivada em 15 de março de 2011
19. ↑  «Disco para criança: um novo filão». Correio Braziliense. Brasília. 20 de outubro de 1986. Consultado em 24 de abril de 2020
20. ↑  Trem da Alegria (1986). Fera Neném. Brasil: RCA Ariola. Consultado em 29 de maio de 2021
21. 1 2 3 4 5  Augusto, Edgar (5 de junho de 1986). «Música popular: Trem da alegria da RCA». Diário do Pará. Pará. Consultado em 1 de abril de 2020
22. ↑  «Trem da Alegria faz sua festa». Correio Braziliense. Brasília. 18 de setembro de 1986. Consultado em 5 de abril de 2020
23. 1 2 3 4 5  Cardoso, Ivisson (11 de janeiro de 2016). «Pelos poderes de Grayskull – Segundo LP do Trem da Alegria faz 30 anos». Revista Fórum. Consultado em 11 de janeiro de 2016. Arquivado do original em 3 de abril de 2016
24. ↑  Campos, Marcello (14 de fevereiro de 2020). «Hitmaker nos anos 1980, Joe Euthanázia ainda é celebrado entre músicos gaúchos». Jornal do Comércio. Consultado em 12 de maio de 2020. Cópia arquivada em 12 de maio de 2020
25. ↑  «Bolsa de Consumo Cultural: discos/ parada de sucessos». Jornal do Brasil. Rio de Janeiro. 4 de maio de 1986. Consultado em 12 de abril de 2020
26. 1 2  «Bolsa de Consumo Cultural: discos/ parada de sucessos». Jornal do Brasil. Rio de Janeiro. 1 de junho de 1986. p. 8. Consultado em 12 de abril de 2020
27. ↑  Martins, Pedro Só (14 de junho de 1985). «Trem da alegria: São quatro crianças e muito sucesso». Jornal do Commercio. Rio de Janeiro. Consultado em 1 de abril de 2020
28. ↑  Meneghel, Xuxa (apresentadora) (30 de Junho de 1986). «Trem da Alegria no Xou da Xuxa». Xou da Xuxa. Temporada 1. Rede Globo
29. 1 2  «O Iogurte Rebelde». Manchete. Rio de Janeiro: Bloch Editores. 1 de agosto de 1992. p. 65. Consultado em 28 de fevereiro de 2020
30. ↑  (1986) Créditos do álbum Trem da Alegria por Trem da Alegria [LP]. Brasil: RCA Records (103.0664).
31. ↑  Vicente, Eduardo. «Listagens Nopem 1965-1999». Academia.edu. Consultado em 13 de novembro de 2022. Cópia arquivada em 13 de novembro de 2022